# جيم هيرن
جيم هيرن (بالإنجليزية: Jim Hearn)‏ هو لاعب كرة قاعدة أمريكي، ولد في 11 أبريل 1921 في أتلانتا في الولايات المتحدة، وتوفي في 10 يونيو 1998 في بوكا غرانديه ‏ في الولايات المتحدة.

## وصلات خارجية
- جيم هيرن على موقع دوري كرة القاعدة الرئيسي (الإنجليزية)
- جيم هيرن على موقعبيزبول رفرنس.كوم (الدوري الرئيسي) (الإنجليزية)
- جيم هيرن على موقعبيزبول رفرنس.كوم (الدوري الثانوي) (الإنجليزية)
- جيم هيرن على موقع جمعية أبحاث البيسبول الأمريكية (الإنجليزية)
- جيم هيرن على موقع قاعة جورجيا للمشاهير الرياضية (مؤرشف) (الإنجليزية)